# Riblji mjehur
Riblji mjehur ili plivaći mjehur je organ za disanje i ravnotežu smješten između probavnog sustava i bubrega duž cijele leđne strane trbušne šupljine kod koštunjača. Odgovara plućima kod kralježnjaka. Može biti podijeljen u dva ili tri dijela, koja su međusobno povezana. Služi kao hidrostatski organ - smanjenjem mjehura riba tone prema dnu, a njegovim širenjem podiže se u gornje slojeve vode. Prilgođavanjem obujma plina u plivaćem mjehuru riba može plivati na određenoj dubini uz vrlo malu potrošnju mišićne snage.
Veliki broj koštunjača posjeduje pneumatični kanal (ductus pneumaticus), preko kojeg je riblji mjehur povezan s jednjakom. Tako se ribe s ribljim mjehurom, ovisno posjeduju li pneuatični kanal, dijele na dvije skupine:
- fizostomi (Physostomi), koji imaju pneumatični kanal i
- fizoklisti (Physoclysti), koji su bez njega.

Postojanje ribljeg mjehura prvi je otkrio Charles Darwin te opisao u svojem djelu Podrijetlo vrsta. Utvrdio je i da srodne Hrskavičnjače nemaju riblji mjehur.
Red Siphonophorae iz razreda obrubnjaka posjeduje plivaći mjehur drugačiji od riba. Služi da mogu preplivati, preplutati iznad meduza, promjenom količine plina unutar mjehura.